# Reynaldo Gianecchini

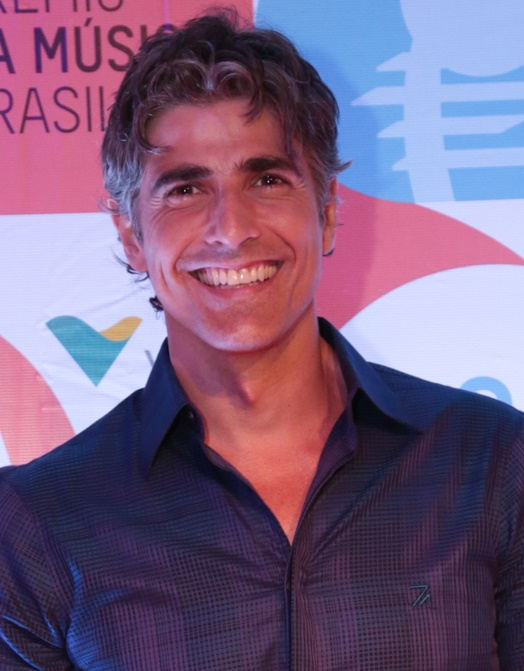
Reynaldo Gianecchini (2014).

Reynaldo Gianecchini, all'anagrafe Reynaldo Fernandes Cisotto Gianecchini Júnior (Birigui, 12 novembre 1972), è un attore e modello brasiliano.

## Biografia
Di origini italiane, è laureato in diritto ma non ha mai esercitato la professione legale. Subito dopo la conclusione degli studi universitari ha infatti iniziato a sfilare per Giorgio Armani, del quale è stato testimonial, e per altri noti stilisti. Ha intrapreso la carriera di attore nel 2000. Attivo in teatro, al cinema e in tv, è conosciuto soprattutto per aver recitato da protagonista in Terra nostra 2.
Nel 2011 ha dovuto fronteggiare un linfoma: durante le terapie ha perso il padre, stroncato in poco tempo da un tumore maligno.
Nel 2024 gli è stata diagnosticata la sindrome di Guillain-Barré. 

## Vita privata
Reynaldo Gianecchini è stato sposato con la giornalista, attrice e presentatrice televisiva Marília Gabriela, di ventiquattro anni più grande. I due si sono conosciuti nel 1998 e cinque mesi dopo vivevano insieme. Si sono lasciati nel 2006. Gianecchini ha poi frequentato l'attrice Christiane Alves e la promotrice di eventi Eloísa Alencar. È stato quindi legato a un'altra attrice, Carolina Ferraz, che per lui ha tradito il suo fidanzato turco. In seguito Gianecchini ha ammesso relazioni con alcuni uomini per poi dichiararsi pansessuale.

## Filmografia

### Telenovelas
- Laços de Família .... Eduardo de Albuquerque Monteiro Fernandes (Edu) (2000)
- Sítio do Pica Pau Amarelo, A Festa da Cuca .... Cláudio (2001)
- As Filhas da Mãe .... Ricardo Brandão (2001)
- Sai de Baixo, O Último Golpe do Arouche .... Marlon Brandson (2002)
- Terra nostra 2 - La speranza (Esperança) .... Tony (2002)
- Casseta & Planeta .... Dr. Gianecologista (2003)
- Mulheres Apaixonadas .... Ricardo (2003)
- Da Cor do Pecado .... Paco Lambertini/Apolo Sardinha (2004)
- A História de Rosa .... Zeca (2005)
- Belíssima .... Pascoal da Silva (2005)
- A Diarista .... Henrique (2007)
- Sete Pecados .... Dante Florentino (2007)
- O Natal do Menino Imperador .... D. Pedro I (2008)
- Passione .... Frederico Lobato (2010)
- Guerra dos sexos .... Nando Cardoso (2012)
- Em família (2014)
- Verdades Secretas (2015)
- A Lei do Amor (2016)

### Telefilm
- Buongiorno, Verônica (Bom Dia, Verônica) (2022)

### Cinema
- Avassaladoras .... Thiago (2002)
- Primo Basílio .... Jorge (2007)
- Sexo com Amor? .... Rafael (2008)
- Entre Lençóis .... Roberto (2009)
- Divã .... Theo (2009)
- Flordelis - Basta uma palavra para mudar (2009)